# Чорна діра (фільм, 2000)
«Чорна діра» (іноді «Цілковита пітьма», англ. Pitch Black) — американський науково-фантастичний фільм, знятий Девідом Туї в 2000 році. В фільмі знялися Рада Мітчелл в ролі головного героя, Коул Гаузер в ролі лиходія і Він Дізель в ролі антигероя, Ріддіка. У 2004 році вийшов сиквел фільму — «Хроніки Ріддіка», сюжет якого сконцентрований вже тільки на Ріддіку.
За сюжетом, космічний корабель, яким перевозили злочинця Ріддіка, зазнає аварії на пустельній планеті. Ніч там настає раз на багато років, і тоді на поверхню вилазять хижаки. Цей час наближається, і Ріддік завдяки своїй здатності бачити в темряві, стає єдиним, хто може урятувати людей. Однак, решта не готові довіряти злочинцеві.
Ідеєю сюжету послугувало оповідання Айзека Азімова «Прихід ночі» (Nightfall), яке раніше, в 1988 році, вже було екранізоване у фільмі «Сутінки». Початковий ескіз до фільму навіть представляв назву фільму, як «Nightfall».
Гасло:
| Ліві лапки | Битва зла зі злом | Праві лапки |

## Сюжет
Космічний корабель «The Hunter Gratzner» пролітає крізь хвіст комети, через що зазнає серйозних пошкоджень і втрачає керування. Капітан гине, його анабіозний контейнер пробивають метеорити. Другий пілот, дівчина Фрай, намагається посадити корабель на поверхню планети. Через високу швидкість зниження Фрай намагається скинути відсік з пасажирами, але навігатор Оуен перешкоджає їй. Корабель здійснює жорстку посадку на пустельній планеті. Корпус розвалюється на частини, частина анабіозних відсіків відпадає. В живих залишаються тільки 12 осіб: другий пілот Керолін Фрай, небезпечний злочинець Річард Б. Ріддік, якого везли в тюрму, його наглядач Джонс, мусульманин Імам і три юнаки — пілігрими, молодий хлопець Джек, торговець антикваріатом Паріс і два австралійських переселенці — рудокопи Зек і Шазза. Тіло Оуена наскрізь проткнув важіль при падінні, він помирає в муках.
Джонс знаходить порожній контейнер Ріддіка і розуміє, що той втік. Ріддік несподівано нападає на нього з темряви, але Джонс відбивається палицею та приковує Ріддіка до залізної підпірки. Ріддік, залишений без нагляду, звільняється і знову тікає.
Планета постійно освітлюється трьома зірками з різних боків, тому там не буває ночі. На зруйнованому кораблі немає їжі і води, окрім колекційних спиртних напоїв у багажі Паріса. Загін йде в пустелю сподіваючись знайти воду, натомість вони знаходять ціле кладовище кісток величезних тварин і занедбану базу гірників, на центральній площі якої розташований невеликий корабель. Судячи з дат на зразках гірських порід, база покинута рівно 22 роки тому. Фрай знаходить кімнату, де знаходиться механічна модель для розрахунку положення планет в даній системі. Вона мимохідь оглядає її, щоб переконатися в тому, що на цій планеті завжди панує день.
У цей час Зека, який залишився біля корабля, таємниче вбито і всі підозрюють Ріддіка. Він вирішує викопати криницю, щоб добути воду, але після перерви виявляє, що в стіні ями, яка перебувала в тіні, утворився вхід до печери. Він вирішує його оглянути і ненароком загороджує сонячне світло, що потрапляє до печери. Несподівано щось чіпляється йому в обличчя і тягне вглиб землі. Решта прибігають на крики і знаходять забризканий кров'ю вхід до печери, і Ріддіка, що сидить поруч. Він намагається тікати, але біля «термітника» його збиває з ніг Джонс. Прибула Шазза з криком «Вбийте його, поки він не вбив усіх!» приголомшує Ріддіка ударом в обличчя.
Ріддік знову опиняється зв'язаним. Фрай намагається розпитати його що сталося. Джек зауважує незвичайні очі Ріддіка, на що той відповідає, що вони дозволяють йому бачити в темряві, але сонячне світло його сліпить. Він розповідає, що йому за двадцять ментолових сигарет зробив операцію хірург у в'язниці Бухта М'ясника, де панувала непроглядна темрява. Тоді Джек бажає отримати такі самі очі.
Фрай обстежує печеру, в якій зник Зек. Вона знаходить відгризену стопу Зека, взуту в черевик. На неї нападають монстри, що криються в темряві, і Джек ледве вдається врятуватися. Джонс відпускає Ріддіка, заспокоюючись з приводу того, що йому більше не потрібно чекати удару в спину. Люди знімають один з енергоблоків зі зруйнованого корабля і в повному складі відправляються на базу гірників. Ріддік здогадується, що гірники не полетіли, а всі загинули на цій планеті. Фрай починає підготовку корабля до польоту. Один з дітей Імама пробирається в замкнений ангар і натикається на гніздо летючих монстрів, які живцем обгризають його. Решта прибігають на крик, знаходять труп хлопчика і помічають монстрів, які тут же відлітають у шахту посеред ангара. Джонс кидає світлову шашку в підвал і бачить, що він заповнений людськими кістками. Фрай поспішає в кімнату з моделлю і приводить її в дію. Перед людьми відкривається страшна правда. Один раз в 22 роки всі планети і світила стають на одну лінію, на планеті настає затемнення і непроглядна темрява, а монстри, які живуть під землею, вибираються на поверхню. І цей час може настати в будь-який момент — адже останні зразки видобутих порід саме 22-річної давнини.
Фрай готує корабель до зльоту. Джонс і Ріддік все ще ворогують і всіляко намагаються підірвати довіру Фрая один до одного. Джонс намагається посіяти сумніви у Фрай, розповідаючи, що Ріддік вміє водити зорельоти, адже Ріддік може всіх кинути і полетіти з планети один. Ріддік же говорить Фрай, що Джонс ніякий не наглядач, а звичайний найманець, який до того ж вживає морфій. Джонс говорить, що під час минулої втечі Ріддік вбив пілота і викрав корабель. В цей час до кімнати з криками вриваються діти Імама. Фрай виходить назовні і бачить, як на небозводі з'являються кільця, а потім диск величезної планети, яка закриває собою сонце.
Команда приїжджає на джипі назад до розбитого корабля, знімає батареї і вантажить їх у джип, але вони не встигають вчасно і диск величезної планети закриває собою сонце. Планета опускається в сутінки і чути тисячоголосий крик монстрів, що виповзають і вилітають зі свого підземного міста-термітника на полювання. Команда біжить до найближчого відсіку корабля, відсталих Шаззу і Ріддіка атакують літаючі монстри. Монстри пролітають, Шазза знову встає і біжить, але налетіла зграя піднімає її в повітря і роздирає на шматки. Останній спалах світла зникає, і планета занурюється в цілковиту пітьму.
Люди відступають в ангар корабля і барикадують двері. У них є ацетиленові пальники, ліхтарі, пляшки зі спиртним, освітлювальні шашки. Однак вони не в безпеці. Голодні монстри починають пробиваючи обшивку своїми іклами. Кілька тварюк знаходять шлях у відсік і вбивають Мусліма. Імам заявляє, що затемнення триватиме довго. Без їжі і води людям стільки не висидіти. Фрай вирішує вийти з відсіку, перевантажити батареї на санчата, захопити енергогенератор і люмінесцентні шланги і спробувати добратися до бази та корабля гірників. Ріддік стає найважливішою ланкою команди завдяки своєму вмінню бачити в темряві.
Команда пробирається по пустелі, відлякуючи монстрів світлом. Раптово монстр влітає в середину групи. Смертельно переляканий і нічого не тямлячи, Паріс повзе вбік, назустріч смерті, його світловий шланг обрушує генератор, світло зникає. Ріддік заявляє, що в Джека іде кров (місячні), яку відчувають монстри. Джонс пропонує Ріддіку вбити дівчинку і потягти труп за собою на мотузці, щоб відвернути монстрів. Ріддік не погоджується і пропонує як приманку самого Джонса. Вони вступають в сутичку. Ріддік завдає рану Джонсу і залишає його в темряві. Джонс стає здобиччю чудовиська.
Решта пробиваються через каньйон і потрапляють на кладовище скелетів. Оскаженілі від голоду монстри починають вбивати один одного, обсипаючи околиці своїми нутрощами й поливаючи людей зверху своєю кров'ю. На Джека накидається монстр, але Ріддік відкручує йому голову. Сулеймана викрадає чудовисько. У людей залишаються тільки смолоскипи з пляшок зі спиртним, Ріддік поодинці тягне за собою санчата з енергоблоками. Раптово починається дощ, Ріддік переховує Фрай, Імама й Джека в невеликій печері, вхід до якої закриває каменем, а сам тягне батареї до аварійного корабля.
Решта починають турбуватися, чи не покинув їх Ріддік. Вони бачать світлячків на стелі печери. Фрай засовує їх у порожню пляшку і відправляється слідом за Ріддіком. Вона добирається до бази і бачить, як Ріддік заводить корабель, збираючись полетіти один. Вона зупиняє його. Ріддік запитує, чи готова вона померти заради них, на що Фрай відповідає, що готова. Ріддік і Фрай повертаються за Імамом і Джек.
На зворотному шляху Ріддіка оточують монстри, лунають дикі крики. Імам говорить, що з ним покінчено і просить Фрай летіти, але вона заявляє, що нікого не залишить тут. Фрай повертається і тягне зраненого закривавленого Ріддіка. Біля самого порогу корабля монстр пронизує наскрізь тіло Фрай і забирає дівчину в темряву. Шокований Ріддік повертається на корабель, де його чекають Імам і Джек, і вмикає двигуни, а потім вимикає. Коли монстри оточують корабель, Ріддік вмикає двигуни на повну потужність, і вогонь з турбін спалює зграю монстрів, які підібрались до корабля.
Троє вцілілих відлітають з планети. Джек питає, що їм сказати, коли їх запитають про Ріддіка, на що Ріддік відповідає: «Скажіть їм, що Ріддік загинув десь на дикій безлюдній планеті».

## Актори
| Актор               | Роль                     |
| ------------------- | ------------------------ |
| Він Дізель          | Річард Б. Ріддік         |
| Рада Мітчелл        | Керолін Фрай             |
| Коул Гаузер         | Вільям Дж. Джонс         |
| Кіт Девід           | Абу (Імам) аль-Валід     |
| Льюїс Фітз-Джеральд | Паріс П. Огільві         |
| Клаудія Блек        | Шерон (Шазза) Монтгомері |
| Райана Гріффіт      | Джек/Джекі               |
| Джон Мур            | Джон (Зек) Езекіель      |
| Саймон Бурк         | Грег Оуен                |
| Лес Чантері         | Сулейман                 |
| Сем Сарі            | Хассан                   |
| Фірасс Дірані       | Алі                      |
| Вік Вілсон          | капітан Том Мітчелл      |
| Анджела Мур         | мертвий член команди     |

## Інше
- Деякі частини декорацій належали місцевому шахтарю і також з'явилися в епізоді фільму «Великі Гонки» 2000 року.
- Ідея літаючих монстрів, які бояться світла і мають назву «крилли», також використовується в грі Gears of War для Xbox 360.
- У 2004 році вийшов сиквел під назвою «Хроніки Ріддіка», який також був знятий Девідом Туї. У цьому ж році в продаж потрапив короткометражний мультфільм «Хроніки Ріддіка: Темна лють», знятий Пітером Чангом. «Темна лють» став сполучною ланкою між «Чорною дірою» і «Хроніками Ріддіка».
- The Chronicles of Riddick: Escape from Butcher Bay, гра для Xbox і PC, випущена в 2004 році, розповідає про те, як Ріддік сидів у тюрмі «Бухта м'ясників» і як він отримав свої знамениті очі. У 2009 вийшов сиквел The Chronicles of Riddick: Assault on Dark Athena.